# Holcobius mysticus
Holcobius mysticus là một loài bọ cánh cứng thuộc họ Ptinidae.